# Tanc de Holt gas-elèctric

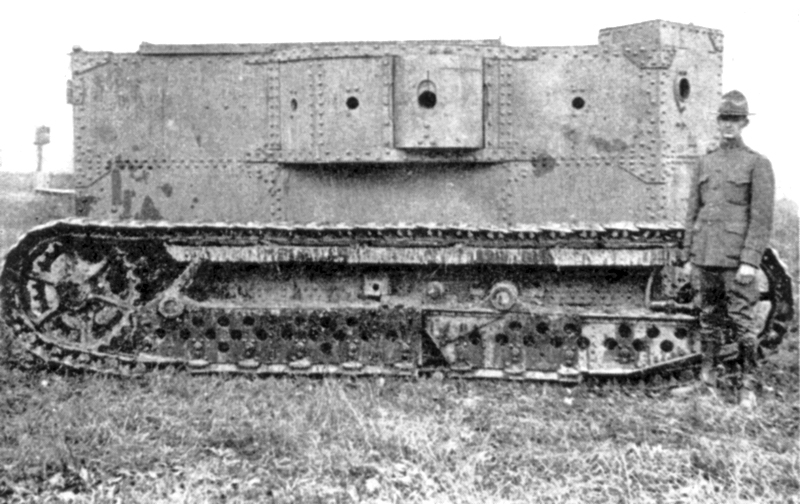
Tanc de Holt Gas-Elèctric

El Tanc de Holt Gas-Elèctric va ser un tanc produït pels EUA amb la col·laboració entre el Holt Manufacturing Company (ara Caterpillar Inc.) i l'empresa americana General Electric Company. Va ser el primer tanc produït pels EUA.
Les dues unitats prototip van ser construïts durant el 1917 i acabat a principis de 1918. Utilitzava una versió de suspensió allargada i modificada del tractor Holt. Hi havia deu rodes de rodatge a cada costat. El tanc feia 7 peus i 9,5 polzades d'alçària, una llargada de 16 peus i 6 polzades i una amplada de 9 peus i 1 polzada. Va ser l'únic d'aquest tipus construït, ja que les proves van demostrar que no tenia l'agilitat i la maniobrabilitat requerides. El nombre de la tripulació sovint es dona com a sis, en el supòsit que hi hauria dos metralladors, un artiller i un carregador per a l'arma principal, un conductor i un comandant.